# Sofia Finér
Sofia Tillström (Finér), född 15 maj 1976, är en tidigare professionell tennisspelare från Sverige. Hon tävlade under sin karriär som Sofia Finér. 
Finér spelade på den professionella touren på 1990-talet och nådde som bäst en singelrankning på 289 i världen, med två ITF-titlar.  Som dubbelspelare hade hon en topprankning på 254 och vann tre dubbeltitlar på ITF. 
1997 presenterades hon som dubbelspelare i tre Fed Cup-matcher. Hon spelade med Annica Lindstedt och paret vann två av sina tre matcher tillsammans för Sverige. 
Idag är hon mer känd som Sofia Tillström och är tränare på Ekerö Tennisklubb.  Hennes man är före detta ATP Tour-spelaren Mikael Tillström. 

## ITF-finaler

### Singlar (2–3)
| Markör                          |
| ------------------------------- |
| $ 25 000 turneringar            |
| $ 10.000 / $ 15.000 turneringar |

| Resultat | Nr | Datum           | Turnering                  | Yta      | Motståndare         | Poäng         |
| -------- | -- | --------------- | -------------------------- | -------- | ------------------- | ------------- |
| Tvåan    | 1. | 16 januari 1995 | Åbo, Finland               | Hårt (i) | Sandra Kleinová     | 4–6, 6–7      |
| Tvåan    | 2. | 21 januari 1996 | Åbo, Finland               | Hårt (i) | Maria Wolfbrandt    | 6–4, 2–6, 1–6 |
| Tvåan    | 3. | 24 juni 1996    | Båstad, Sverige            | Grus     | Gabriela Chmelinová | 3–6, 3–6      |
| Vinnare  | 4. | 6 oktober 1996  | Nottingham, Storbritannien | Hårt (i) | Lorna Woodroffe     | 6–3, 6–2      |
| Vinnare  | 5. | 9 juni 1997     | Camucia, Italien           | Hård     | Federica Fortuni    | 6–3, 6–1      |

### Dubblar (3–6)
| Resultat | Nr | Datum           | Turnering                  | Plan       | Partner             | Motståndare                               | Poäng          |
| -------- | -- | --------------- | -------------------------- | ---------- | ------------------- | ----------------------------------------- | -------------- |
| Vinnare  | 1. | 3 juli 1995     | Lohja, Finland             | Grus       | Annica Lindstedt    | Maria-Farnes Capistrano, Maria Wolfbrandt | 7–5, 6–4       |
| Vinnare  | 2. | 2 oktober 1995  | Nottingham, Storbritannien | Hård       | Annica Lindstedt    | Samantha Smith, Jane Wood                 | 7–6 (9–7), 7–5 |
| Tvåan    | 3. | 30 oktober 1995 | Stockholm, Sverige         | Hård       | Annica Lindstedt    | Karin Ptaszek, Anna-Karin Svensson        | 1–6, 3–6       |
| Tvåan    | 4. | 21 januari 1996 | Åbo, Finland               | Matta (i)  | Annica Lindstedt    | Karin Ptaszek, Anna-Karin Svensson        | 2–6, 4–6       |
| Tvåan    | 5. | 27 januari 1996 | Bastad, Sverige            | Hårt (i)   | Annica Lindstedt    | Karin Ptaszek, Anna-Karin Svensson        | 3–6, 4–6       |
| Tvåan    | 6. | 4 februari 1996 | Rungsted, Danmark          | Mattor (i) | Annica Lindstedt    | Sofie Albinus, Maiken Pape                | 6–3, 3–6, 4–6  |
| Tvåan    | 7. | 29 juni 1997    | Bastad, Sverige            | Grus       | Linda Jansson       | Annica Lindstedt, Anna-Karin Svensson     | V / O          |
| Tvåan    | 8. | 7 juli 1997     | Fiumicino, Italien         | Grus       | Anna Linkova        | Zuzana Hejdová, Jana Macurová             | 1–6, 1–6       |
| Vinnare  | 9. | 21 juli 1997    | Valladolid, Spanien        | Hård       | Anna-Karin Svensson | Petra Rampre, Daphne van de Zande         | 6–4, 6–3       |